# Carrozzeria Autodromo Modena

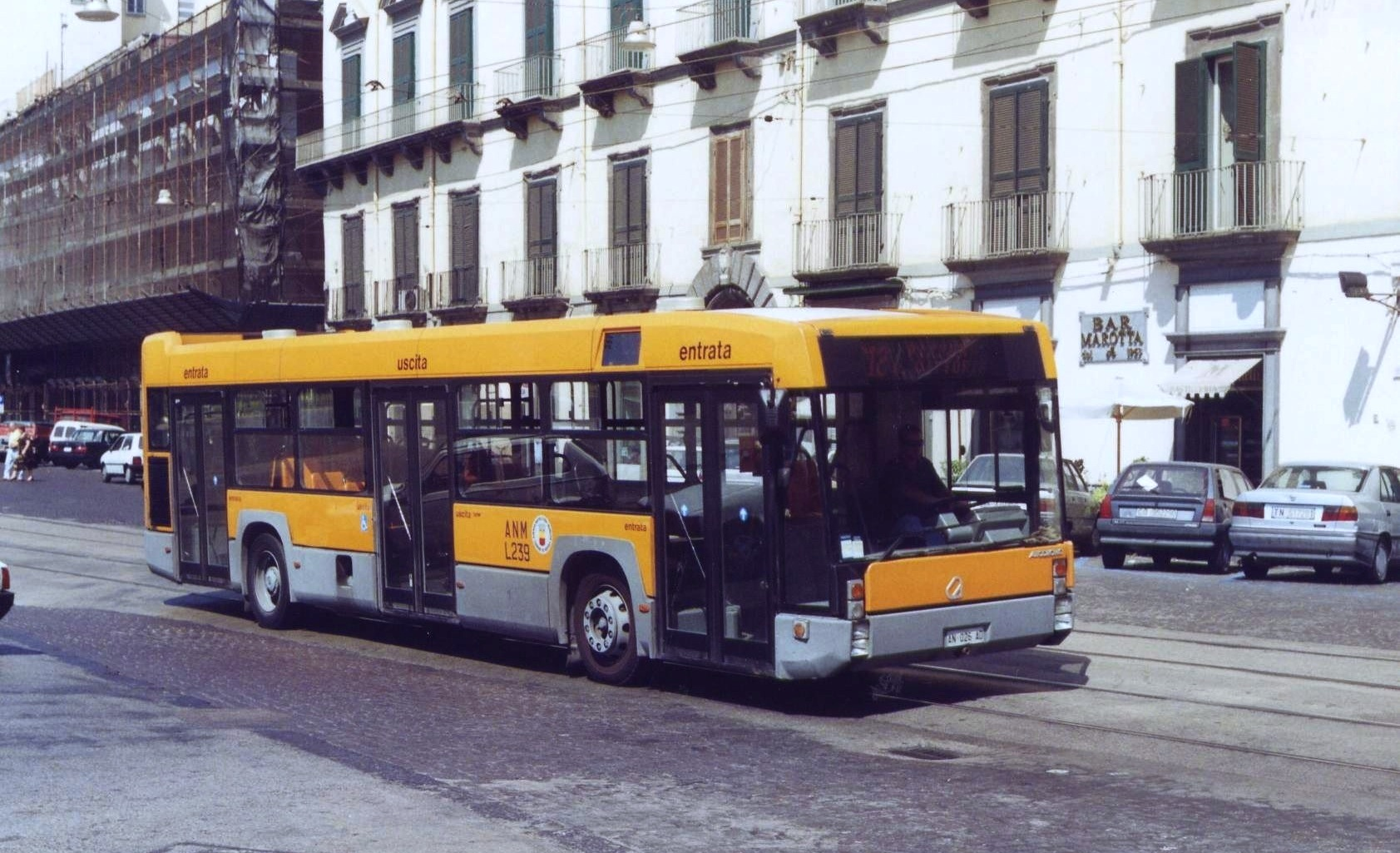
Niederflurbus Autodromo BusOtto 12 in Neapel

Die Carrozzeria Autodromo Modena (kurz: Autodromo, auch: CAM) war ein italienisches Karosseriebauunternehmen, das in den ersten Jahren einige Sportwagenaufbauten fertigte, bevor es sich auf Karosserien für Omnibusse und Nutzfahrzeuge konzentrierte. Zeitweise war Autodromo neben Padane einer der bekanntesten italienischen Bushersteller.

## Unternehmensgeschichte
Das zunächst genossenschaftlich organisierte Unternehmen wurde 1949 in Modena unter der Bezeichnung Cooperativa Carrozzai Modenesi gegründet. Bereits im ersten Jahr wurde die Rechtsform in eine Società a responsabilità limitata (Kapitalgesellschaft) umgewandelt; zur gleichen Zeit firmierte der Betrieb in Carrozzeria Autodromo Modena um. Der neue Name bezog sich auf die zu dieser Zeit in Bau befindliche Rennstrecke Aerautodromo di Modena, in deren unmittelbarer Nachbarschaft das Unternehmen seinen Sitz hatte. Das Firmenlogo zeigt unter anderem einen stilisierten Rennkurs. Zeitweise verwendete die Carrozzeria Autodromo Modena als Markenbezeichnung auch die Abkürzung CAM.
In den ersten Jahren war Autodromo eine reine Reparaturwerkstatt für Automobile. Der Übergang zum Karosseriehersteller vollzog sich schrittweise. In den 1950er Jahren fertigte Autodromo zunächst einige Karosserien für Rennsportwagen. Eine dauerhafte Etablierung als Karosseriehersteller im Sportwagenbereich gelang dem Unternehmen allerdings nicht. Daraufhin verlegte es seinen Tätigkeitsschwerpunkt auf den Bau von Nutzfahrzeug- und Omnibuskarosserien. Das Unternehmen blieb über die Jahrzehnte unabhängig und gehörte keinem größeren Konzern an. Ab den späten 1990er Jahren hatte Autodromo ebenso wie seine Konkurrenten mit wirtschaftlichen Schwierigkeiten zu kämpfen. Als Grund wird allgemein der Rückgang des Absatzes von Bussen in Italien angegeben, der auf die fehlende Bereitschaft der Kommunen zur Erneuerung ihrer Busfuhrparks zurückgeführt wurde. 2003 stellte Autodromo den Betrieb ein und meldete Insolvenz an. Während des Insolvenzverfahrens erwog der deutsche Bushersteller Göppel, das italienische Werk zu übernehmen, entschied sich dann aber für eine Beteiligung an Neoplan.

## Fahrzeuge von Autodromo

### Sportwagenkarosserien

#### Ferrari 166MM

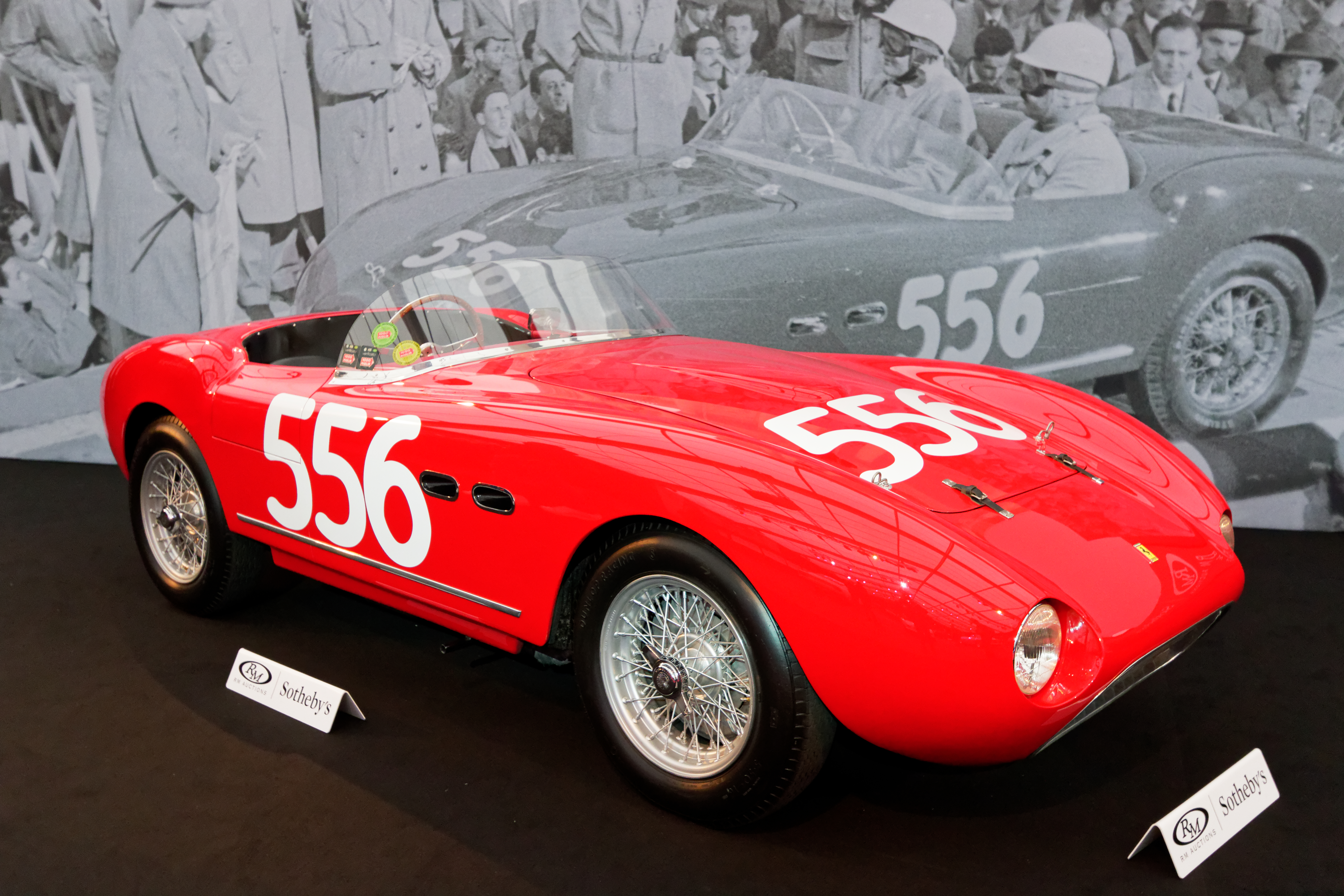
Ferrari 166 MM (Chassis 0272M) mit Autodromo-Karosserie (1953)

Zu den bekanntesten Rennwagen, die mit Autodromo in Verbindung gebracht werden, gehört ein Spyder der Baureihe Ferrari 166 MM (Chassisnummer 0272M) aus dem Jahr 1953, der in dieser Form ein Einzelstück blieb. Die Entstehung seiner Karosserie ist nicht zweifelsfrei geklärt; einige halten den Ursprung des Autos für ein „Mysterium“. Viele Markenhistoriker gehen davon aus, dass der Aufbau auf einen Entwurf des Ferrari-Ingenieurs Aurelio Lampredi zurückgeht und Ferrari die Karosserie jedenfalls in ihrer Grundstruktur im eigenen Werk herstellte, woraufhin Autodromo anschließend die Details umsetzte bzw. den Aufbau „verfeinerte“. Damit wäre der Spyder einer von sehr wenigen Fahrzeugen, deren Karosserie Ferrari selbst aufbaute. Vereinzelt wird die Beteiligung Autodromos allerdings grundsätzlich angezweifelt. Nachdem der Spyder 1953 und 1954 jeweils bei der Mille Miglia am Start gewesen war, wurde er 1955 als Requisite in dem Spielfilm Der Favorit (Originaltitel: The Racers) mit Kirk Douglas eingesetzt, der das Leben Rudolf Caracciolas nachzeichnet. Das in der Klassikerszene sehr bekannte Unikat existiert noch. 2018 wurde es bei einer Auktion in Paris zum Verkauf angeboten, fand aber keinen Käufer.

#### Ferrari 735S Spyder
Ebenfalls 1953 baute Autodromo eine Karosserie für einen Ferrari 735S Spyder, einen der wenigen Ferrari-Rennwagen mit einem Vierzylindermotor. Insgesamt baute Ferrari drei 735S. Ein Chassis erhielt eine Karosserie von Pininfarina, das zweite einen Aufbau von Scagiletti, während das dritte Chassis (Chassisnummer 0428M 53) mit einem Aufbau von Autodromo ausgestattet wurde. Wie schon beim 166MM mit der Chassisnummer 0272M wird auch in diesem Fall der Karosserieentwurf des Autodromo-Exemplars Aurelio Lampredi zugeschrieben. Alberto Ascari zerstörte den Wagen mit der Autodromo-Karosserie bereits bei seinem ersten Einsatz in Monza, wo er für Ferraris Werksteam an den Start ging. Das Chassis erhielt noch im gleichen Jahr eine neue Karosserie von Scaglietti.

#### OSCA
In den folgenden Jahren kleidete Autodromo einige OSCA-Fahrgestelle ein.

### Omnibusse

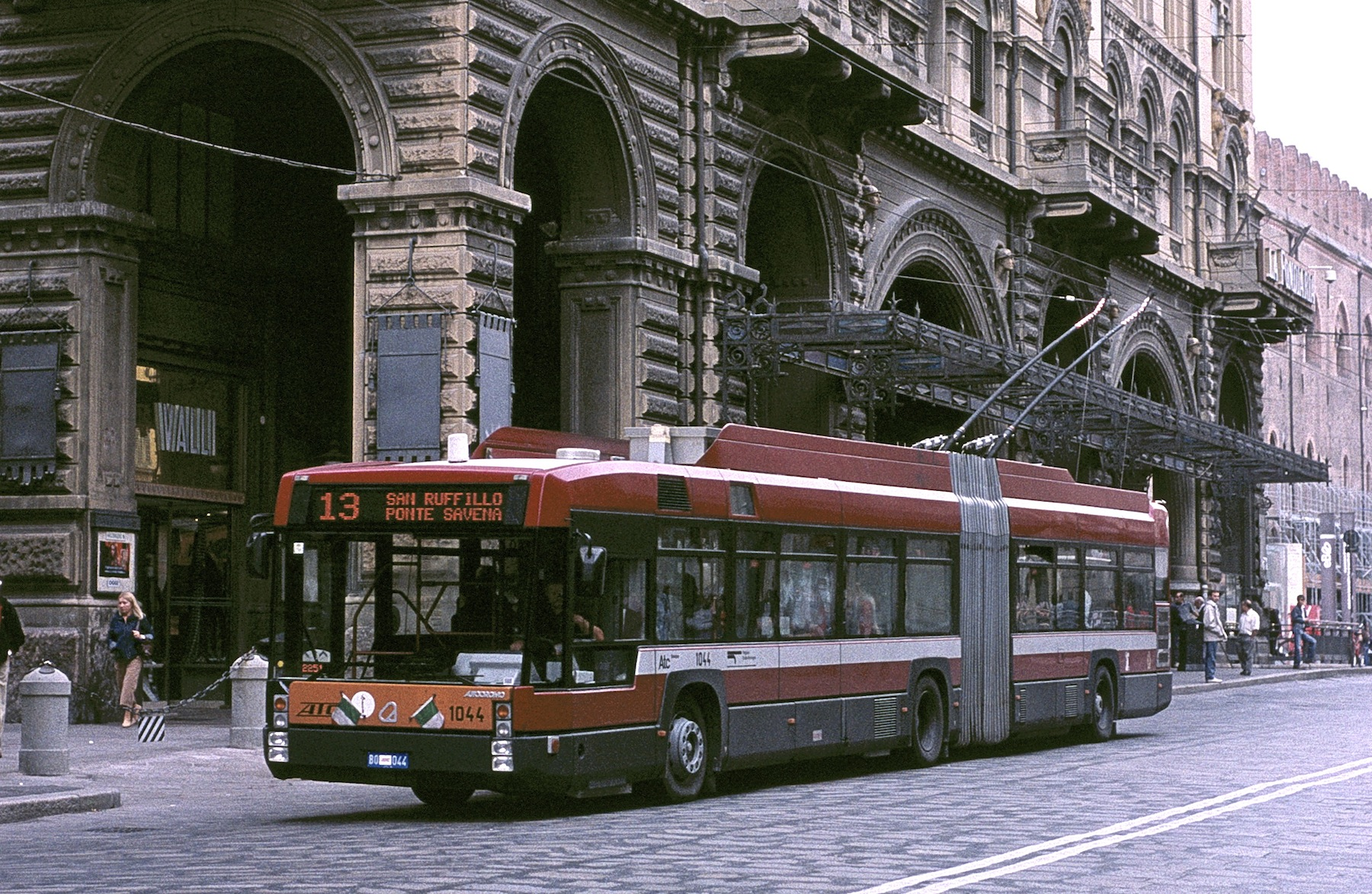
Oberleitungs-Gelenkbus CAM BusOtto 18 in Bologna (1999)

Ab den 1960er Jahren baute Autodromo in erster Linie Aufbauten für Omnibusse. Die nun als CAM bezeichneten Fahrzeuge waren überwiegend als Linienbusse für den Einsatz im Stadtverkehr bestimmt. So wurden Kleinbusse („Pollicino“), Midibusse („Tango“), Solobusse und Gelenkbusse gefertigt, die beiden letzten Arten auch als Oberleitungsbusse. In den 1990er Jahren entstand im Auftrag von MAN eine Reihe von Niederflurbussen. Ab 2001 schloss Autodromo ein Kooperationsabkommen mit Volvo, wonach Autodromo in Polen produzierte Volvo-Busse so umrüsten sollte, dass sie den Anforderungen des italienischen Marktes entsprachen. Das letzte neu vorgestellte Fahrzeug von Autodromo war der CAM Tango aus dem Jahr 2001.